# Нагорода Фонду польської науки
Нагорода Фонду польської науки (пол. Nagroda Fundacji na rzecz Nauki Polskiej) — найпрестижніша нагорода Польщі у сфері науки. Заснована у 1992 році неурядовою неприбутковою польською організацією Фонд польської науки. Лауреати нагороди отримують грошовий приз у сумі 200 тис. злотих (приблизно $60 тис.). Премія вручається у чотирьох категоріях: біологічні науки, хімічні науки, фізичні науки та гуманітарні науки.

## Реціпієнти

### Науки про життя
За досягнення у сфері біологічних та медичних наук:
| Рік  | Одержувач              | Установа                                                          | Обґрунтування |
| ---- | ---------------------- | ----------------------------------------------------------------- | --- |
| 1992 | Ева Камлер             | Інститут екології, Польська академія наук                         | за працю «Рання історія риб» |
| 1993 | Веслав Єнджейчак       | Варшавський медичний університет                                  | за серію досліджень молекулярних і клітинних механізмів, що беруть участь у генерації кров'яних клітин                                                                                           |
| 1994 | Кшиштоф Сельмай        | Медична академія Лодзі                                            | за вивчення нових імунологічних механізмів при аутоімунних захворюваннях нервової системи, зокрема розсіяному склерозі                                                                           |
| 1995 | Станіслав Контурек     | Ягеллонський університет                                          | за вивчення ролі локальної циркуляції крові у слизовій оболонці шлунку і дванадцятипалої кишки у цитозахисній функції слизової                                                                   |
| 1996 | Александр Кой          | Ягеллонський університет                                          | за серію статей, що стосуються регулювання гострої фази синтезу білків |
| 1997 | Ришард Григлевський    | Ягеллонський університет                                          | за проведення низки досліджень з регулювання тромборезистентності |
| 1998 | Анджей Щеклик          | Ягеллонський університет                                          | за виявлення антитромботичних властивостей аспірину та досліджень патогенезу та лікування аспірин-індукованої бронхіальної астми                                                                 |
| 1999 | Мацей Жиліч            | Гданський університет, Гданська медична академія                  | за дослідження регуляторних білків, які є частиною системи захисту клітин від небажаних змін зовнішнього середовища                                                                              |
| 2000 | Лешек Качмарек         | Польська академія наук                                            | за його роботу над впливом стимулів на експресію генів у вибраних структурах головного мозку ссавців                                                                                             |
| 2001 | Збігнев Мацей Глівіч   | Варшавський університет                                           | за виявлення ролі хижаків у формуванні популяції, способу життя та поведінки тварин |
| 2002 | Маріуш Яскольський     | Університет Адама Міцкевича                                       | за пояснення механізмів, що ведуть до утворення амілоїдних агрегатів людського білка (цистатину С): важливий чинник різних розладів мозку та захворювань у людей                                 |
| 2003 | Роман Каліжан          | Гданська медична академія                                         | за застосування математичного моделювання та хроматографії у визначенні кореляції між хімічною будовою лікарських засобів та їх фармакологічними властивостями                                   |
| 2004 | Януш Лімон             | Кафедра біології та генетики, Гданська медична академія           | за видатний внесок у розвиток цитогенетичних методів, що використовуються в діагностиці злоякісних пухлин                                                                                        |
| 2005 | Зофія Кілан-Яворовська | Інститут палеобіології, Польська академія наук                    | за дослідження еволюції англійських ссавців у фундаментальній роботі «Ссавці епохи диназаврів» (2004)                                                                                            |
| 2006 | Маріуш Ратайчак        | Поморський медичний університет; Університет Луїсвілля            | за виявлення клітин, функціонально нагадуючих ембріональні стовбурові клітини у кістковому мозку і крові                                                                                         |
| 2007 | Володимир Крижосяк     | Інститут біоорганічної хімії, Польська академія наук              | за виявлення механізму вибіркового затухання генетичної інформації, що може призвести до нейродегенеративних захворювань                                                                         |
| 2008 | Яцек Олексин           | Інститут дендрології, Польська академія наук                      | за внесок у відкриття універсальних, біогеографічних кореляцій між характеристиками рослин, які є основоположними для розуміння екологічних процесів у глобальному масштабі                      |
| 2009 | Анджей Колінський      | Варшавський університет                                           | за розробку та практичне застосування унікальних методів прогнозування будови білків |
| 2010 | Томаш Гузік            | Ягеллонський університет                                          | за виявлення важливості імунної системи в механізмі формування гіпертонії |
| 2011 | Ян Потемпа             | Ягеллонський університет; Університет Луїсвілля                   | за відкриття нової родини бактеріальних протеаз та демонстрацію їхньої ролі у розвитку пародонту                                                                                                 |
| 2012 | Кшиштоф Палчевський    | Західний резервний університет Кейса                              | за описання кристалічної структури білка родопсину та пояснення молекулярного механізму його участі у візуальному процесі                                                                        |
| 2013 | Анджей Тарковський     | Варшавський університет                                           | за відкриття, що пояснюють фундаментальні механізми, які відповідають за ранній розвиток ембріона ссавців                                                                                        |
| 2014 | Томаш Гослар           | Університет імені Адама Міцкевича у Познані                       | за його внесок у визначення хронології змін концентрації ізотопів вуглецю C14 в атмосфері протягом останнього льодовикового періоду, що має ключове значення для сучасних кліматичних досліджень |
| 2015 | Приз не вручався       | Приз не вручався                                                  | Приз не вручався |
| 2016 | Ян Козловський         | Інститут наук про навколишнє середовище, Ягеллонський університет | за формулювання та експериментальну перевірку теорії, що пояснює різноманітність життєвих стратегій організмів в результаті оптимального розподілу ресурсів                                      |
| 2017 | Пйотр Тржонковський    | Гданський медичний університет                                    | за вивчення регуляторної Т-клітини та її новаторського використання в клітинній терапії захворювань людини                                                                                       |

### Хімічні науки
За дослідження з хімії, матеріалознавства та технологій:
| Рік  | Реціпієнт            | Установа                                                                   | Обґрунтування |
| ---- | -------------------- | -------------------------------------------------------------------------- | --- |
| 1993 | Казимеж Собчик       | Польська академія наук                                                     | за дослідження стохастичної динаміки будівельних систем та матеріалів |
| 1995 | Максиміліан Плюта    | Інститут прикладної оптики у м. Варшава                                    | за новаторські ідеї, пов'язані з фазово-контрастною мікроскопією та інтерференційною поляризаційною мікроінтерферометрією, що застосовується при побудові оптичних інструментів |
| 1997 | Антоній Рогальський  | Військовий технологічний університет Ярослава Даубровського у Варшаві      | за роботу з детекторами інфрачервоного випромінювання з використанням потрійних напівпровідникових сполук                                                                       |
| 1998 | Лешек Стох           | Гірничо-металургійна академія імені Станіслава Сташиця                     | за пояснення явища багатоетапної кристалізації склоподібних матеріалів та розробки методу виготовлення нових форм скла для про-екологічних застосувань                          |
| 1999 | Здзіслав Ковальчук   | Гданський технологічний університет                                        | за дослідження у галузі автоматизації, що стосуються проектування систем безперервного контролю часу                                                                            |
| 2000 | Ян Венгляц           | ППознанський технічний університет                                         | за розробку різних методів проектування ІТ-систем для управління виробництвом та управлінням, за допомогою дискретного безперервного планування                                 |
| 2001 | Міхал Клейбер        | Польська академія наук                                                     | за описання нових обчислювальних методів аналізу та оптимізації в нелінійній термомеханіці деформованих тіл                                                                     |
| 2002 | Адам Прон            | Варшавський технологічний університет                                      | за внесок у дослідження електроактивних полімерів та розробки переробних полімерів                                                                                              |
| 2004 | Кшиштоф Матяшевський | Університет Карнегі-Меллона                                                | за розробку нових методів контрольованої радикальної полімеризації та їх застосування в промисловості                                                                           |
| 2005 | Роман Словінський    | Познанський технічний університет                                          | за розробку методології автоматизованого прийняття рішень на основі неповних даних                                                                                              |
| 2006 | Леон Градонь         | Варшавський технологічний університет                                      | за розробку теорії транспортних процесів в газах та рідинах аерозолю та мікрочастинок та їх застосування в технічному та медичному обладнанні                                   |
| 2007 | Анджей Новицький     | Польська академія наук                                                     | за розробку теоретичної основи та виробничої реалізації ультразвукового сканера з кольоровим зображенням кровотоку                                                              |
| 2008 | Анджей Яйчик         | Гірничо-металургійна академія імені Станіслава Сташиця                     | за дослідження теорії високошвидкісних телекомунікаційних мережевих вузлів як основи для побудови наступного покоління інтернету                                                |
| 2009 | Богдан Марцінець     | Університет Адама Міцкевича                                                | за виявлення нових реакцій та нових каталізаторів процесів, що ведуть до синтезу органічно-кремнієвих матеріалів для промислових застосувань                                    |
| 2011 | Ельжбета Франковяк   | Познанський технічний університет                                          | за дослідження нових матеріалів, вуглецевих композитів та їх використання для електрохімічного накопичення та перетворення енергії                                              |
| 2012 | Мечислав Манкоза     | Польська академія наук                                                     | за розробку та впровадження в канон органічної хімії нової реакції — замінник нуклеофільного заміщення.                                                                         |
| 2013 | Сильвестр Поровський | Інститут фізики високого тиску, Польська академія наук                     | за розробку методу високого тиску для виробництва нітриду галію |
| 2014 | Кароль Грела         | Інститут органічної хімії, Польська академія наук; Варшавський університет | за розробку нових каталізаторів для реакцій олефінової метатези та застосування їх у промисловій практиці                                                                       |
| 2015 | Станіслав Пенчек     | Центр молекулярних і високомолекулярних досліджень, Польська академія наук | за розробку теорії полімеризації розкриття кільця та її використання для синтезу біологічно розщеплюваних полімерів                                                             |
| 2016 | Марек Самоч          | Хімічний факультет, Вроцлавський університет науки і техніки               | за дослідження наноструктурних матеріалів для нелінійної оптики |
| 2017 | Даніель Грико        | Інститут органічної хімії, Польська академія наук                          | за розробку оригінального методу синтезу та описання порфіріноїдів |

### Точні науки
За досягнення у математиці, фізиці та технічних науках
| Рік  | Одержувач                  | Інститут                                                            | Обґрунтування |
| ---- | -------------------------- | ------------------------------------------------------------------- | --- |
| 1992 | Алекс Вольщан              | Університет штату Пенсильванія                                      | за виявлення першої екзопланетної системи |
| 1993 | Станіслав Воронович        | Варшавський університет                                             | за вивчення квантових груп та їх зв'язків з C*-алгебра |
| 1994 | Збігнев Грабоський         | Польська академія наук                                              | за розробку нових методів генерації молекул у станах зі значним електронним зарядном                                                                             |
| 1995 | Адам Собічевський          | Інститут ядерних досліджень Анджея Солтана                          | за дослідження, що передбачають існування несподівано стійких ядер найважчих елементів, підтверджених в лабораторних тестах, проведених у 1993 році              |
| 1996 | Богдан Пачинський          | Принстонський університет                                           | за розробку нового методу виявлення космічних об'єктів та встановлення їх маси за допомогою ефекту гравітаційного лінзування                                     |
| 1997 | Томаш Лучак                | Університет імені Адама Міцкевича у Познані                         | за роботу над теорією випадкових дискретних структур |
| 1998 | Лечослав Латос-Гражинський | Варшавський університет                                             | за вивчення порфірину та металпорфіринів з специфічними молекулярними та електронними структурами                                                                |
| 2000 | Богумил Єзьорський         | Варшавський університет                                             | за розробку нових формул точних квантових обчислень міжатомних та міжмолекулярних взаємодій                                                                      |
| 2001 | Людомир Невельський        | Вроцлавський університет                                            | за роботу в галузі математичної логіки, що є проривом в теорії моделі та алгебрі                                                                                 |
| 2002 | Анджей Удальський          | Варшавський університет                                             | за роботу щодо перегляду відстані масштабу Всесвіту і виявлення багатьох планетарних супутників низької яскравості у зорях сонячного типу                        |
| 2003 | Марек Пфуцнер              | Варшавський університет                                             | за експериментальне підтвердження нового типу радіактивності — двопротонного розпаду                                                                             |
| 2004 | Войцех Стек                | Польська академія наук                                              | за отримання нових біологічно активних сполук з високим потенціалом лікування, використовуючи власний інноваційний метод аналізу синтезу аналогів ДНК тіофосфату |
| 2006 | Томаш Дієтль               | Інститут фізики, Польська академія наук                             | за розробку теорії розбавленого ферромагнетичного напівпровідника, а також за демонстрацію нових методів контролю намагнічування                                 |
| 2007 | Анджей Соболевський        | Польська академія наук                                              | за поясненняфотостабільності біологічної речовини шляхом відкриття нового механізму без'ядерної дезактивації електронно-збуджених станів ДНК і протеїну          |
| 2008 | Ришард Городецький         | Гданський університет                                               | за внесок у створення фундаментів технології квантової інформації та розробку основ квантової фізики                                                             |
| 2009 | Юзеф Барнаш                | Університет імені Адама Міцкевича у Познані, Польська академія наук | за розвитку теоретичних основ роботи спінттоніки, зокрема пояснення явища гігантської магніторезистентності                                                      |
| 2010 | Тадеуш Криговський         | Варшавський університет                                             | за створення методу для кількісної оцінки ароматичності органічних сполук                                                                                        |
| 2011 | Мацей Левенштейн           | Інститут фотонних наук                                              | за досягнення в галузі квантової оптики та фізики надвисоких холодних газів                                                                                      |
| 2012 | Мацей Войтковський         | Університет Миколая Коперника                                       | за розробку та впровадження оптичної когерентності томографії Фур'є-домен в клінічну [офтальмологію]                                                             |
| 2013 | Марек Жуковський           | Гданський університет                                               | за дослідження багатофотонного запутаного стану, що призвело до формулювання інформаційної причинності як принципу фізики                                        |
| 2014 | Іво Бялинський-Бірула      | Польська академія наук                                              | за фундаментальне дослідження електромагнітного поля, яке призвело до розробки принципу невизначеності для фотонів                                               |
| 2015 | Казимир Рзажевський        | Центр теоретичної фізики, Польська академія наук                    | за виявлення явища магнітострикції в ультрахолодних газах з дипольними силами                                                                                    |
| 2016 | Юзеф Спалек                | Інститут фізики, Ягеллонський університет                           | за дослідження сильно корельованих електронних систем, зокрема виведення моделі T-J                                                                              |
| 2017 | Анджей Траутман            | Варшавський університет                                             | за теоретичну демонстрацію реальності гравітаційної хвилі |

### Гуманітарні науки
| Рік  | Одержувач              | Установа                                                              | Обґрунтування |
| ---- | ---------------------- | --------------------------------------------------------------------- | --- |
| 1992 | Мар'ян Біскуп          | Польська академія наук                                                | за історичне дослідження «Прусська війна, або Польська боротьба з Тевтонським орденом 1519—1521» |
| 1994 | Роман Афтаназій        | Національний інститут Оссолінського                                   | за одинадцятитомну роботу під колективним заголовком «Materiały do dziejów rezydencji» (Матеріали для історії резиденцій) |
| 1995 | Тереза Міхаловська     | Польська академія наук                                                | за фундаментальну роботу «Середньовіччя», що представляє польські та латинські тексти першої половини Другого тисячоліття та їх роль у польській культурі в новій перспективі |
| 1996 | Єжи Гадомський         | Ягеллонський університет                                              | за тритомний твір з готичного мистецтва «Табличні картини Малопольської області» |
| 1997 | Анджей Пачковський     | Польська Академія наук                                                | за роботу «Pół wieku dziejów Polski 1939—1989» (півстоліття польської історії 1939—1989) |
| 1998 | Януш Сондель           | Ягеллонський університет                                              | за латино-польського словника для юристів та істориків, що становить значний внесок у знання про латинські джерела польської культури |
| 1999 | Мечислав Томашевський  | Музична академія в Кракові                                            | за його видання «Шопен: людина, робота, резонанс, інноваційний синтез знань про великого композитора» |
| 2000 | Ян Стрелау             | Варшавський університет                                               | за його інноваційну регулятивну теорію темпераменту, і зокрема за його роботу «Temperament: A Psychological Perspective» (1998) |
| 2001 | Стефан Свєжавський     | Люблінський католицький університет Іоанна Павла II                   | за твір «Історія європейської класичної філософії» |
| 2002 | Лех Лецієвич           | Вроцлавський університет, Польська академія наук                      | за роботу «Нова форма світу: народження середньовічної європейської цивілізації» |
| 2003 | Єжи Шацький            | Варшавський університет                                               | за фундаментальну роботу «Historia myśli socjologicznej» (2002), комплексне та інноваційне діахронічне представлення різних поглядів та сприйняття соціальних явищ |
| 2004 | Ядвіга Станішкіс       | Варшавський університет                                               | за дослідження, що спрямовані на розробку теоретичної основи та тлумачення поточного процесу трансформації в Польщі та інших місцях світу, представлених у її книгах «Postkomunizm» (Посткомунізм, 2001) та «Władza globalizacji» («Сила глобалізації» 2003)                      |
| 2005 | Кароль Мислєць         | Польська академія наук                                                | за відкриття могили візира Мерефнебефа в некрополі Саккара (Єгипет), задокументована монографією «Могила Мерефнебеф» (2004) |
| 2006 | Пйотр Штомпка          | Ягеллонський університет                                              | за оригінальний огляд ідей сучасної соціології, що дозволяє краще зрозуміти детермінанти та динаміку складних змін у сучасних суспільствах, задокументованих в таких книгах, як «Соціологія». «Аналіз соціальних досліджень», «Аналіз суспільства» і «Соціологія соціальних змін» |
| 2007 | Кароль Модзелевський   | Варшавський університет                                               | за дослідження виникнення європейської ідентичності, що розкриває важливість дохристиянської та мультикультурної традиції сучасної концепції Європи, представлена в його роботі «Barbarzyńska Europa» (Варварська Європа)                                                         |
| 2008 | Станіслав Мосаковський | Польська академія наук                                                | за всеосяжну міждисциплінарну монографію про Вавельський собор |
| 2009 | Єжи Стрельчик          | Університет Адама Міцкевича                                           | за дисертацію «Перо в слабких руках», яка по-новому розглядає вклад, внесений жінками у розвиток європейської цивілізації з античної давнини до першого тисячоліття н. е. |
| 2010 | Анна Вержбицька        | Австралійський національний університет                               | за розробку теорії природної семантичної метамови і відкриття набору елементарних значень, загальних для всіх мов |
| 2011 | Томаш Джаро            | Варшавський університет                                               | за міждисциплінарний аналіз категорії правда в доктринах закону від античності до сучасності — відкриття нових перспектив для розуміння права як однієї з основ європейської цивілізації                                                                                          |
| 2012 | Єва Віпшицька          | Варшавський університет                                               | за широкомасштабну реконструкцію функціонування монастирських спільнот в Єгипті в пізню давнину |
| 2013 | Ян Воленський          | Ягеллонський університет                                              | за всебічний аналіз роботи Львівсько-Варшавської школи і за розміщення своїх досліджень у міжнародному дискурсі сучасної філософії |
| 2014 | Лех Щуцький            | Польська академія наук                                                | за пояснення культурних зв'язків Центральної та Західної Європи у монументальному виданні кореспонденції Анджея Дудича, мислителя 16-го століття, релігійного реформатора та дипломата                                                                                            |
| 2015 | Єжи Єдліцький          | Інститут історії, Польська Академія наук                              | за фундаментальні досліджень феномену інтелігенції як соціального шару та його ролі в процесах модернізації в Центральній та Східній Європі |
| 2016 | Богдан Войцишкий       | Університет соціальної психології та гуманітарних наук                | за розробку моделі агентства та спілкування як основних вимірів соціального пізнання |
| 2017 | Кшиштоф Помян          | Національний центр наукових досліджень; Університет Миколая Коперника | за новаторські дослідження історії збору та впливу науки і мистецтва на розвиток європейської культури |